# چشمه‌خانی علیا
چشمه‌خانی علیا علیا، روستایی از توابع بخش مرکزی شهرستان دلفان در استان لرستان ایران است و درمحدوده کوه‌های زاگرس میانی واقع شده‌است.
این روستا از سمت جنوب شرقی به شهرستان دلفان از سمت جنوب به کوه‌های زاگرس و از سمت شمال به کوه‌های گرین و به جاده نهاوندُ (همدان) نورآباد و روستاهای علی‌آباد و حسن‌آباد و از غرب به دشت خاوه و روستاهای جعفر بیگی و چشمه خانی سفلی و از شرق به تنگه گاماسیاب  منتهی می‌گردد. ارتفاع آن از سطح دریا ۱۹۸۷متر و فاصله آن تا مرکز استان (خرم‌آباد) ۹۴کیلومتر و تا شهرستان دلفان ۲۵کیلومتر می‌باشدُ دارای آب و هوای کوهستانی و خنک است.
جمعیت: آن برابر آمار سرشماری نفوس و مسکن سال ۱۳۹۰ دویست و دو(۲۰۲) نفر و تعداد ۵۷خانوار بوده که این جمعیت در فصل بهار و تابستان به دو برابر می‌رسد.
شغل مردم :ساکنین به کار کشاورزی و دامپروری وشغل‌های آزاد و دولتی مشغول می‌باشند.
زبان:مردم روستا به زبان لکی تکلم دارند.
محصولات کشاورزی روستای چشمه‌خانی علیا شامل گندم _ نخود _ عدس _ جو _لوبیا _ لوبیای سبز _ گشنیز _ چغندر قند _ یونجه _ شبدر و محصولات باغی آن گردو _ سیبُ _هلو و گیلاس است.
شهرت روستا بخاطر چشمه‌ها و سراب‌های آن است همچون چشمه کموله _ چشمه چالکل _ چشمهٔ خانی _ سراب زلزله و… که نقش بسیار مهمی درتامین آب شرب و کشاورزی روستا دارند.
این روستا دارای آب لوله‌کشی و بهداشتی، برق خانگی، تلفن ثابت و سیار، مدرسه و جاده آسفالت می‌باشد.

## جمعیت
این روستا در دهستان خاوه جنوبی قرار دارد و براساس سرشماری مرکز آمار ایران در سال ۱۳۹۰، جمعیت آن ۲۰۲ نفر (۵۷خانوار) بوده‌است.